# Eduard Hellwig
Eduard Hellwig (* 14. März 1905 in Lemberg, Österreich-Ungarn; † nach 1958) war ein deutscher Ingenieur und Politiker der DDR-Blockpartei LDPD.

## Leben
Hellwig war der Sohn eines Kaufmanns. Er besuchte nach dem Gymnasium die Ingenieurschule im sächsischen Mittweida, wo er 1926 das Examen als Ingenieur für Elektrotechnik ablegte. Von 1929 bis 1945 war er als Ingenieur zunächst in Polen und dann im Deutschen Reich tätig. Seinen Wehrdienst leistete er bei dem polnischen Militär. Er wurde Reserveoffizier und 1931 Leutnant. Nach dem Überfall auf Polen 1939 nahm er auf polnischer Seite am Zweiten Weltkrieg teil und geriet kurze Zeit später in deutsche Kriegsgefangenschaft. 1940 nahm er dann die deutsche Staatsbürgerschaft an.
Nach Kriegsende 1945 wurde er Dozent an der Ingenieurschule Mittweida.

## Politik
Hellwig trat 1946 der in der Sowjetischen Besatzungszone neugegründeten LDPD bei. Er wurde Mitglied des Bezirksausschusses und des Bezirksvorstandes der LDPD und war im Orts- und Kreisvorstand Mittweida seiner Partei vertreten. Daneben gehörte er dem Bezirksausschuss der Nationalen Front an.
In der Wahlperiode von 1954 bis 1958 war er Mitglied der LDPD-Fraktion in der Volkskammer der DDR.

## Auszeichnungen
- Ehrennadel der Nationalen Front